# Hoțul (film din 1980)
Hoțul (titlul original: în italiană Il ladrone) este un film, o coproducție franco-italiană, produs în anul 1980, sub regia lui Pasquale Festa Campanile.
Pentru rolurile sale din acest film și Aragosta a colazione, Enrico Montesano a primit un premiu special David di Donatello.

## Rezumat
Filmul prezintă povestea lui Caleb, un hoț iscusit care trăiește din furt și fraudă. El pretinde a fi un magician. Martor la minunile lui Isus, el le interpretează ca trucuri ieftine și-l vede ca pe un concurent. Cu toate acestea, nu reușește să-l imite. El devine primul amant al soției guvernatorului roman Rufus, iar apoi se îndrăgostește de prostituata Deborah. La sfârșit este prins din cauza unui furt anterior, este închis și condamnat la răstignire pe cruce ca Isus. Pe cruce Caleb recunoaște minunile lui Isus din Nazaret. În zadar încearcă să-i convingă pe soldații romani să îl lase liber pe Isus, reamintind oamenilor că Isus nu a fost un hoț ca el, ci mai degrabă un om bun care nu a fost vinovat de furt sau fraudă.

## Distribuție
- Enrico Montesano – Caleb
- Edwige Fenech – Debora
- Bernadette Lafont – Appula
- Claudio Cassinelli – Iisus
- Enzo Robutti – centurion
- Susanna Martinková – Marta
- Anna Orso – Maria
- Daniele Vargas – guvernatorul Rufo
- Sara Franchetti – Maddalena
- Auretta Gay – fata de la bordel
- Stefania D'Amario – moglie del riccone